# Čuklić (Republika Serbska)
Čuklić (cyr. Чуклић) – wieś w Bośni i Hercegowinie, w Republice Serbskiej, w gminie Šipovo. W 2013 roku liczyła 64 mieszkańców.